# Nicholls Peak
Der Nicholls Peak ist ein rund 1245 m hoher Berg auf Südgeorgien im Südatlantik. Als Gipfel der Wilckenskette ragt er südwestlich des Stanley Peak und nördlich des Kohl-Plateaus auf.
Das UK Antarctic Place-Names Committee benannte ihn 2006 nach Brigadier David Vernon Nicholls (1949–2006), kommandierender Offizier der britischen Streitkräfte auf den Falklandinseln von 1999 bis 2000 und Fellow der Royal Geographical Society, der darüber hinaus in weiteren Funktionen für die Belange Südgeorgiens tätig war.